# José Luis Perlaza
José Luis Perlaza (Esmeraldas, 6 de outubro de 1981) é um zagueiro, que defendeu a Seleção Equatoriana de Futebol durante a Copa do Mundo de 2006. Recentemente marcou seu primeiro gol pela seleção, em uma partida não oficial contra LDU Quito, em uma vitória por 5 a 0.